# Napoléon Bonaparte (Dumas)
Napoléon Bonaparte ou Trente Ans de l’histoire de France est une pièce d'Alexandre Dumas publiée en 1831. Elle trace la vie de l'empereur depuis le Siège du Toulon en 1793 jusqu'à sa mort ne 1821.
Cette pièce, très cinématographique dans sa conception, connut un grand succès. Elle scandalisa les classiques, notamment à cause des nombreux changements de décors exécutés rideau levé devant les spectateurs qui en faisaient une pièce novatrice. Du point de vue du scénario, l'originalité consiste surtout dans l'apport d'un nouveau personnage, "l'Espion", qui suit Napoléon tout au long de sa vie.
Le rôle principal était interprété par le célèbre acteur Frédérick Lemaître.
Lire la pièce en ligne ici